# موکی بالا
موکی بالا، روستایی از توابع بخش مرکزی شهرستان نیک‌شهر در استان سیستان و بلوچستان ایران است.

## جمعیت
این روستا در دهستان مهبان قرار دارد و براساس سرشماری مرکز آمار ایران ودر سال۱۴۰۰، جمعیت آن ۶۰۰ نفر (۸۰خانوار) بوده‌است.